# Cantonul Montluçon-Est
Cantonul Montluçon-Est este un canton din arondismentul Montluçon, departamentul Allier, regiunea Auvergne, Franța.

## Comune
- Chamblet
- Deneuille-les-Mines
- Désertines
- Montluçon (parțial, reședință)
- Saint-Angel
- Verneix